# Tangsi
Tangsi is een bestuurslaag in het regentschap Binjai van de provincie Noord-Sumatra, Indonesië. Tangsi telt 2703 inwoners (volkstelling 2010).